# 健康码

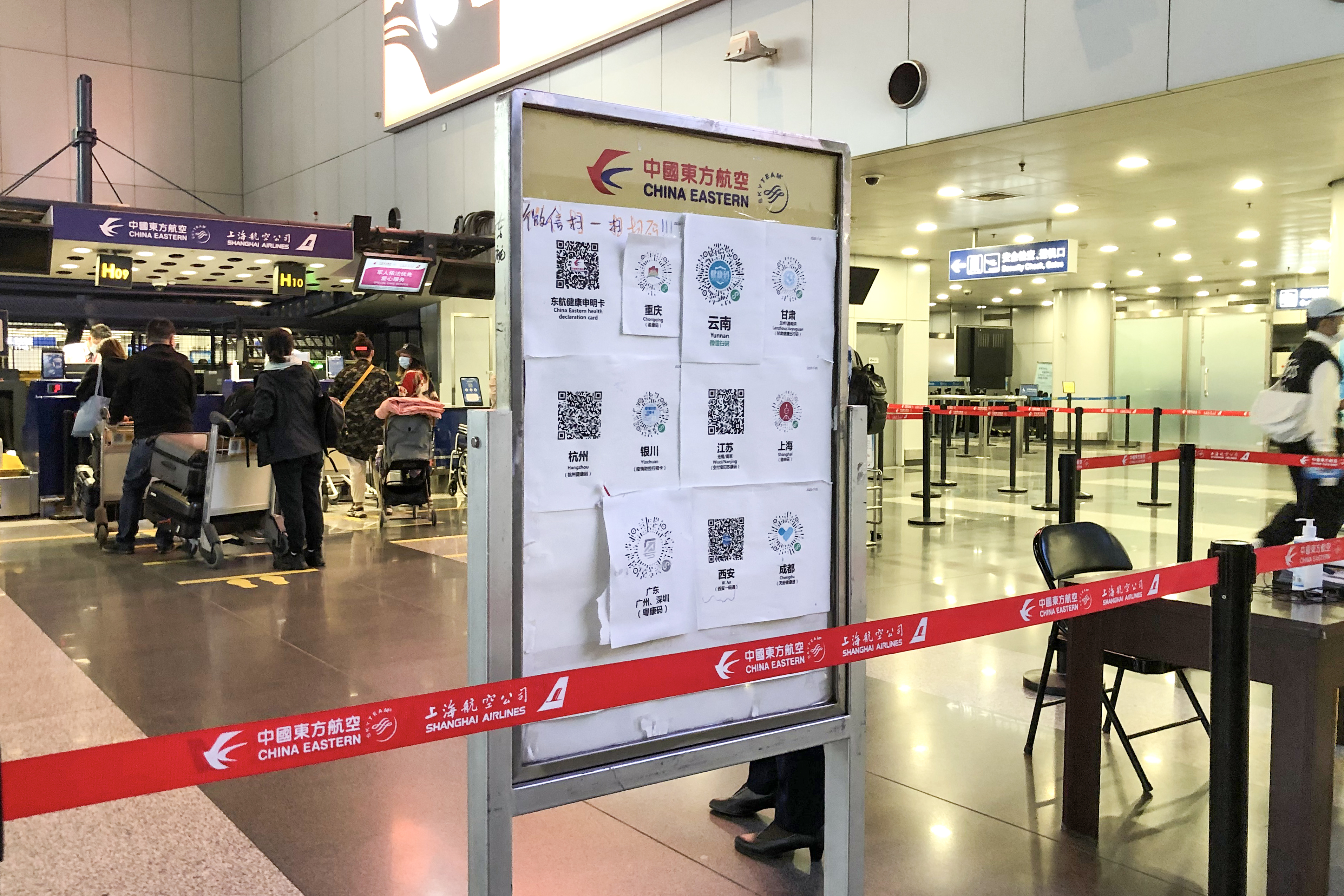
北京首都国际机场2号航站楼东航值机柜台处的目的地健康码一览

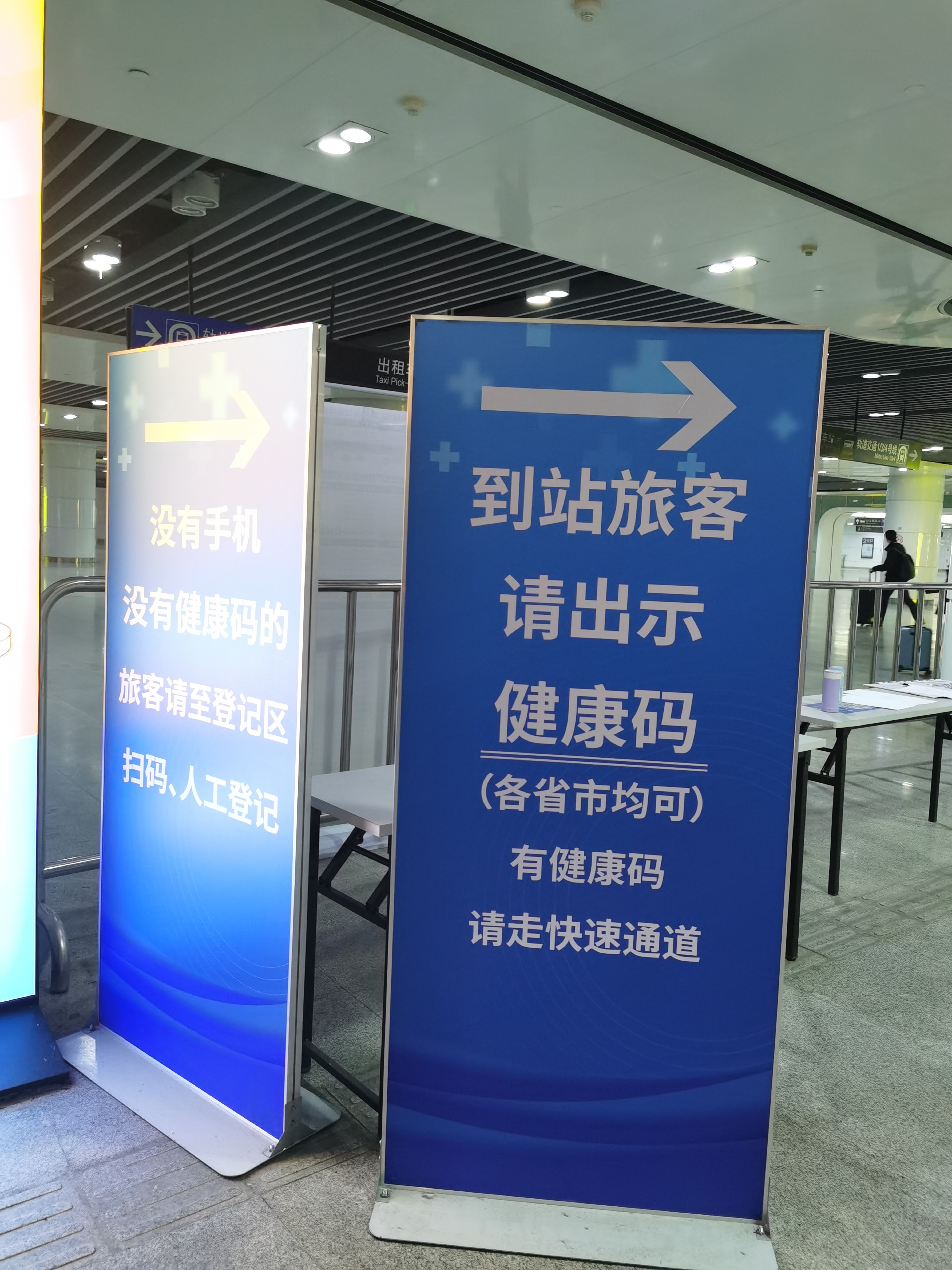
上海站出站通道的告示牌，设有健康码通道和无健康码通道，没有健康码的旅客到登记区填表登记

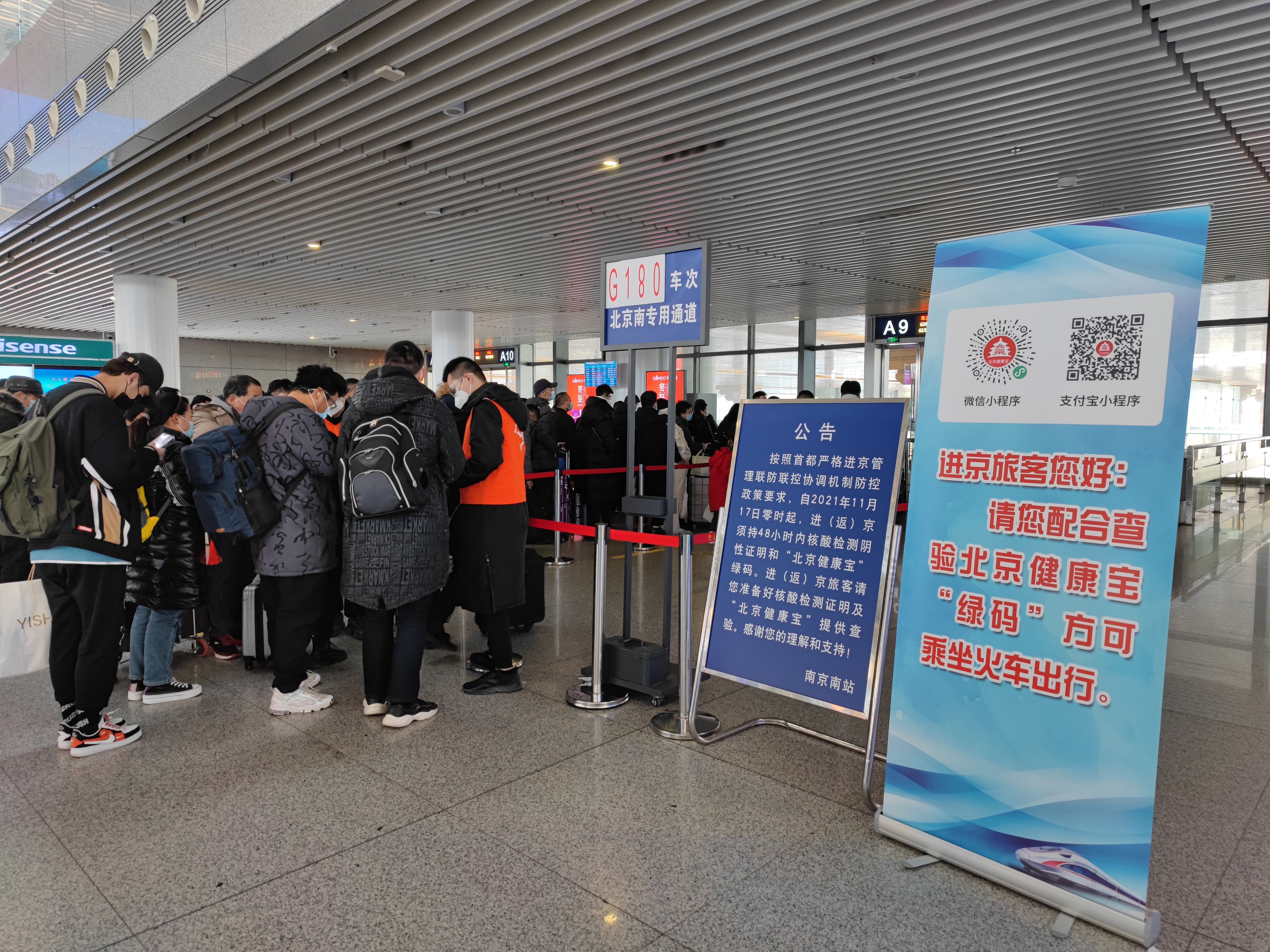
南京南站检票口处的北京健康宝查验点。2022年12月前，根据北京市的要求，出发地车站应当在进京旅客登车前查验其绿码

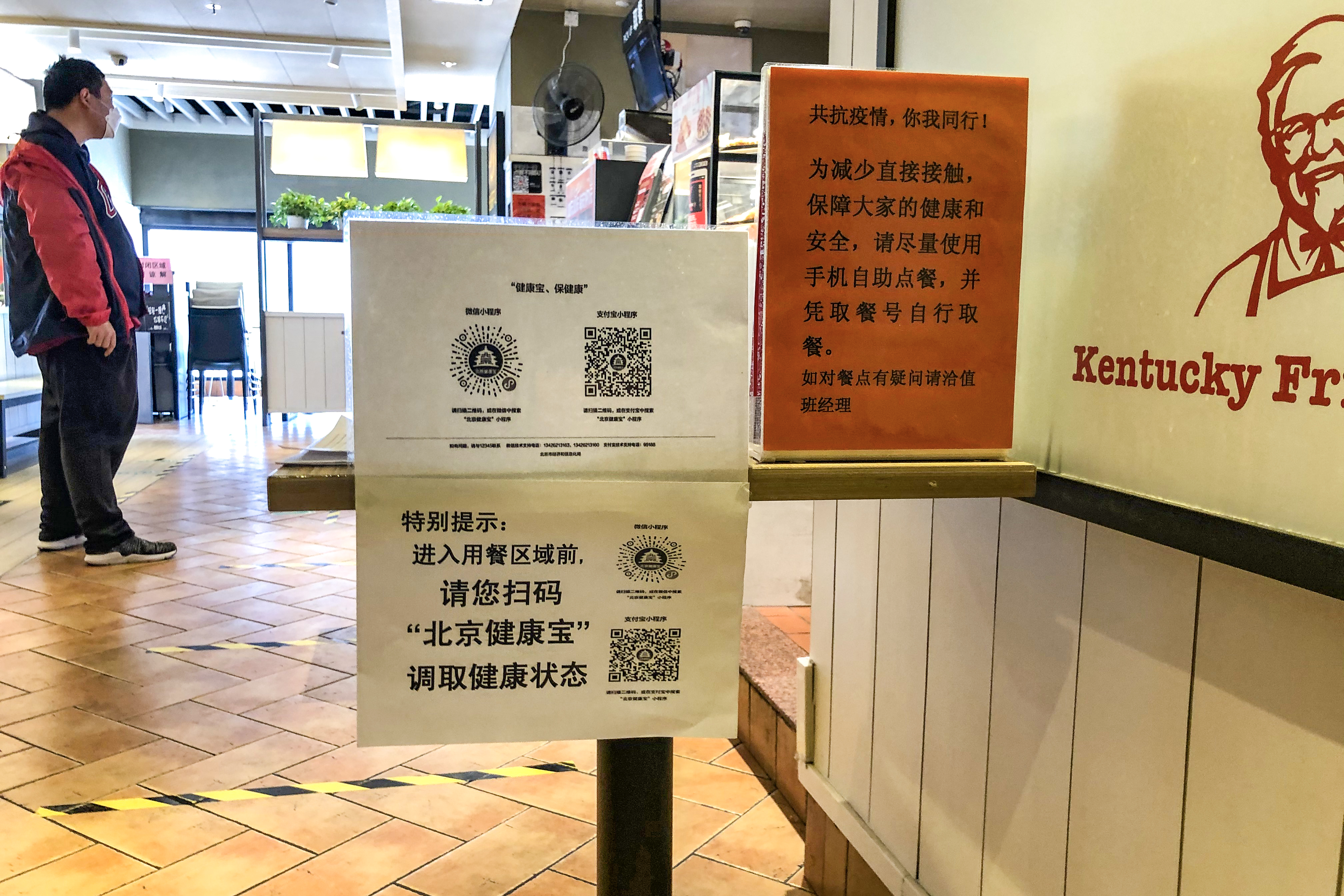
北京市一间肯德基餐厅入口处调取健康码的提示

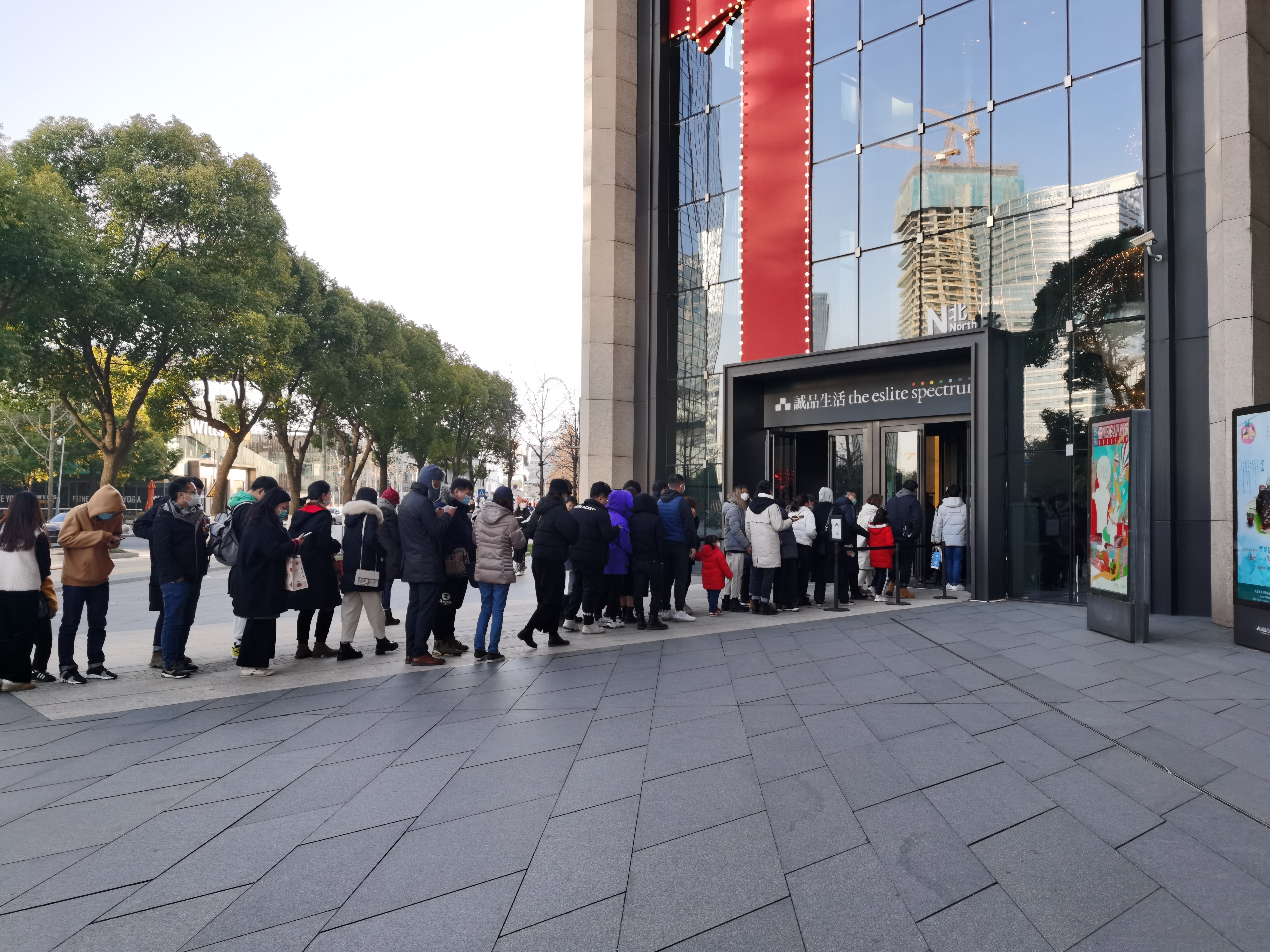
2021年1月1日，苏州诚品生活入口处打开健康码的人流

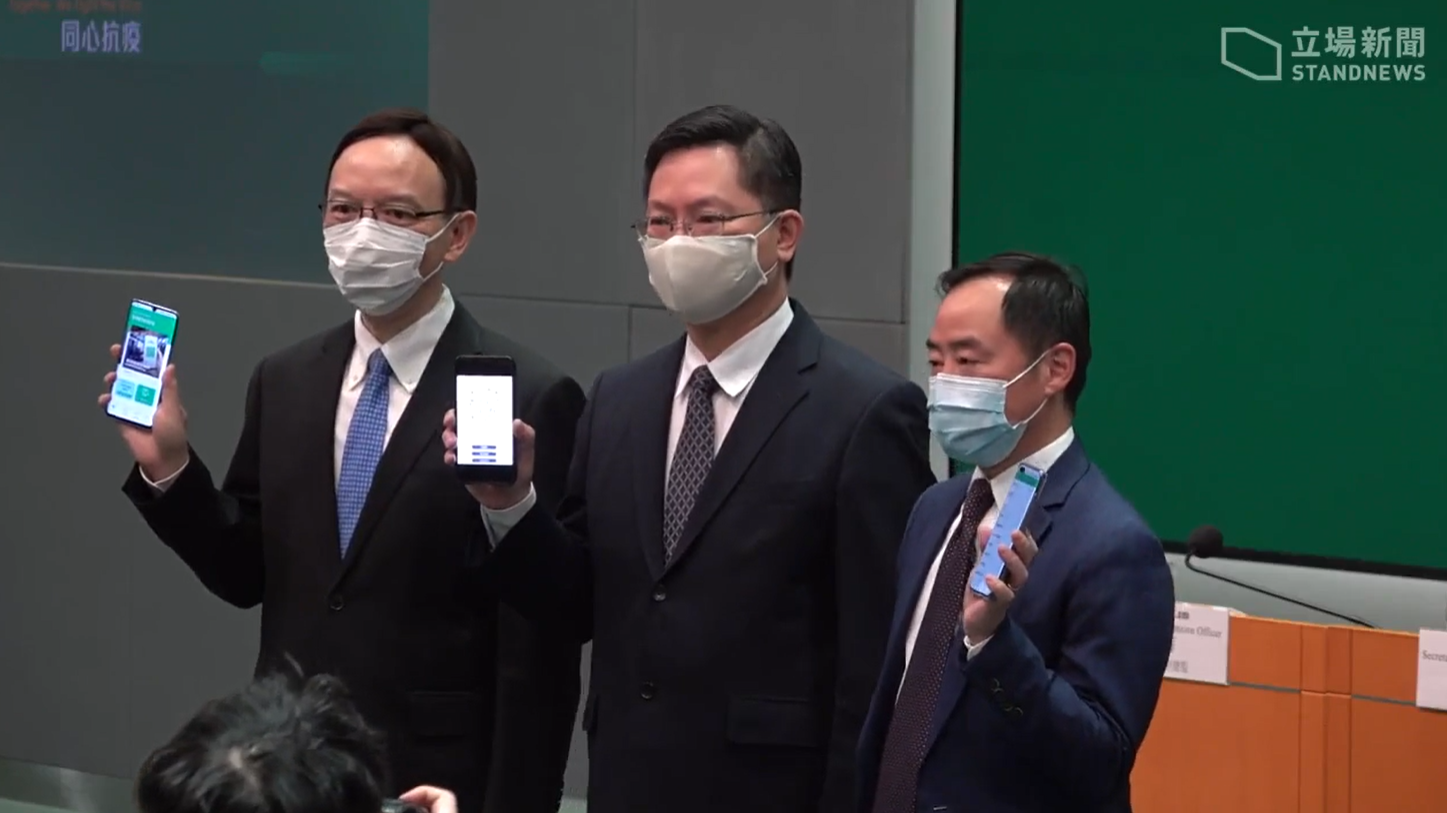
2021年12月2日，創科局局長薛永恒公布港康碼詳情

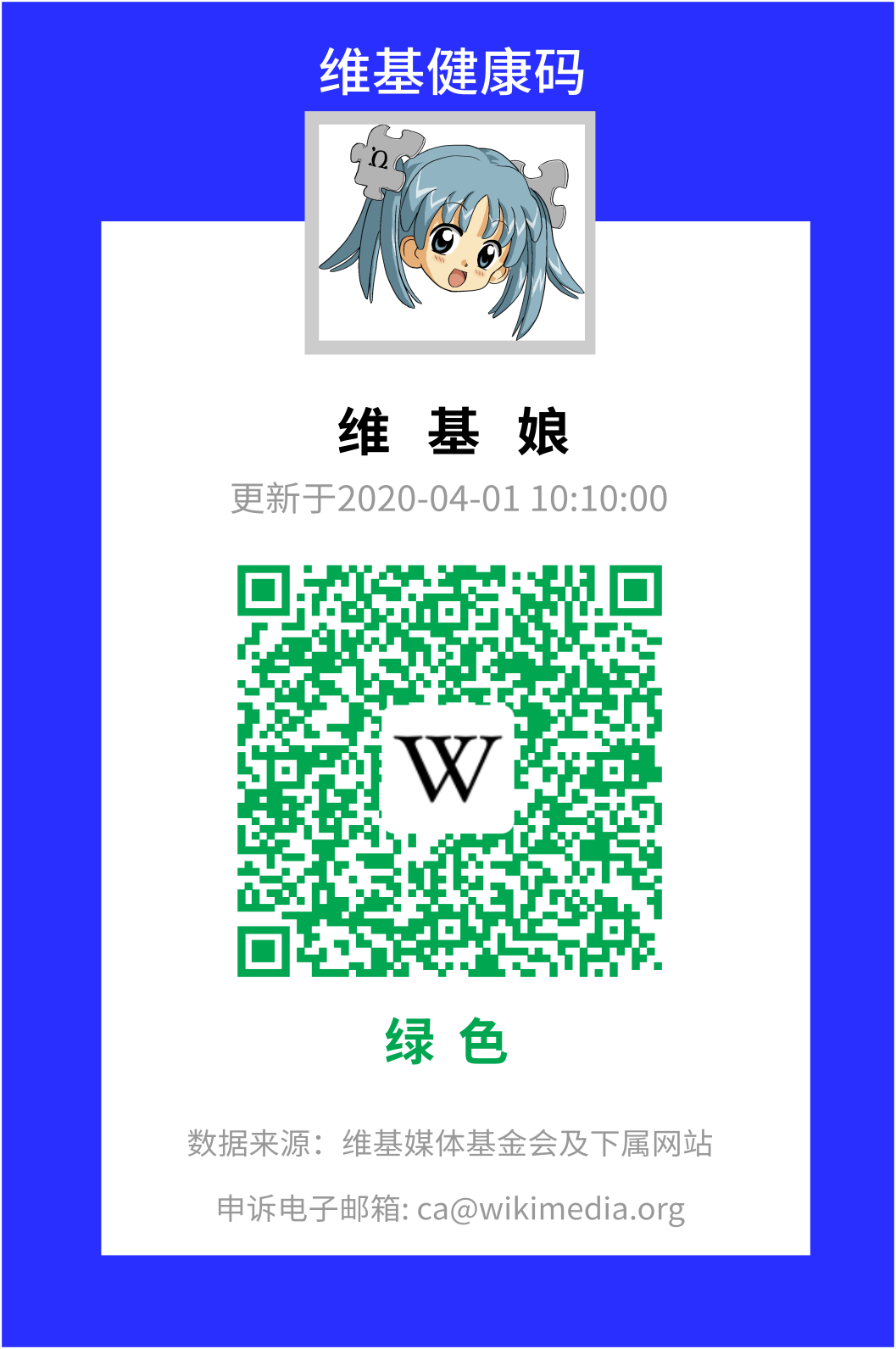
一张模拟的健康码示意图，其由二维码、时间戳和个人身份信息（有时也包括疫苗接种情况）组成。

健康码（英語：Health Code）是2019冠状病毒病中国大陆疫情期间的定位追踪应用程序，作為個人的電子通行證使用。该码經讀取後可確認與證明持有人的健康情況，並以之出入需要出示該證明的場地。申请人通过填报个人信息健康状况、旅游史、居住地、及是否接触过疑似或确诊肺炎病患等问题，加上地方政府通过调取个人行程码、场所码等出行历史信息以及对其访问地点的风险评估，生成二维码，分红、黄、绿三种颜色，动态显示个人疫情风险等级。截至2020年4月，中国大陆已有200多座城市启用基于支付宝平台的“健康码”，另外基于腾讯平台的防疫健康码则覆盖近20个省级行政区300多个市县。

## 前身
這個程式前身可回溯至2020年1月由阿里巴巴旗下，為企業員工管理提供支持的釘釘開發的「企業員工健康碼」。後杭州市人民政府推進重啟經濟與防疫需要，決定與釘釘、支付寶等企業合作開發杭州健康碼。杭州市數據資源管理局局長鄭榮新曾對外表示：「杭州健康碼就是企業員工健康碼的簡化版。」，而另一網路企業騰訊也幾乎同一時間，投入研發健康碼程式。

## 历史
2020年2月7日，因应当地復工之後爆發群聚感染事件，中共杭州市委书记周江勇在防疫例会上提出要推出市民健康码。2月9日，腾讯在深圳市推出“防疫健康码”，深圳亦成为全国首个推出“健康码”的城市。
2月11日，阿里巴巴集團子公司螞蟻金服與杭州市人民政府合作開發健康碼，做到分类有序复工复产；直至2月15日，支付宝健康码使用范围扩大至杭州、宁波、温州、绍兴、金华、衢州、舟山、台州和丽水。2月16日，螞蟻金服宣布基于全国一体化政务服务平台，加快研发全国统一的疫情防控健康码系统。
2月29日，国家政务服务平台推出“防疫健康信息码”，该信息码逐步与广东、上海等各地健康码对接，实现跨省互认。4月底，国家市场监督管理总局发布《个人健康信息码》系列国家标准，实施后可实现个人健康信息码的码制统一、展现方式统一、数据内容统一，统筹兼顾个人信息保护和信息共享利用。
3月2日晚，24个省市的健康码无法在微信打开。阿里称原因系腾讯全面封杀钉钉域名，腾讯则称是因为该码标记了「吱口令」，不符合微信外部链接管理规范。3月3日，双方协调并整改后微信扫码恢复正常。
4月7日，中国民用航空局和中华人民共和国海关总署联合发布公告，发布基于微信平台建立的防疫健康码国际版。公告要求在特定国家居住的中国公民回国前第14天起每日填写个人资料和健康状况，未按上述要求填报的或填写虚假信息的或将被拒绝登机。
5月22日，杭州市卫健委召开专题会，推动健康码常态化利用计划，拟定在原搜集的健康码中，集成电子病历、健康体检、生活方式管理的相关数据，把用户的健康指标和健康码颜色联系起来，建立个人健康指数排行榜。
截至2022年，已有近9亿人申领“健康码”，使用次数超600亿次。2022年12月，随着中国大陆大幅调整新冠病毒感染防控政策，健康码亦不再常用，因此也有了下线健康码的声音，认为“健康码持续采集和处理个人讯息，对疫情防控已不再具实质意义”。2023年2月14日，广东省级健康码粤康码发布服务公告，宣布按照国家新冠病毒感染防控政策措施优化调整要求，抗原自测、老幼助查、健康申报、电子证照、防疫工作台服务将于2023年2月16日11时起停止服务。

## 應用流程

### 申報資料與領取
個人使用可選擇支付宝、微信、省级政务服务客户端或小程序，申報個人資料並領取健康碼，无论是内地居民、港澳居民、台湾居民和外籍人士，均可完成实名认证。在支付寶和微信中申領防疫健康碼，數據都會連接到國家政務平台。到進入地市級選項後，會要求個人授權國家政務平台，獲取個人的姓名、身份證號、手機號和位置資訊。在填报个人信息健康状况、旅游史、居住地、及是否接触过疑似或确诊肺炎病患等後，程式中就會自動生成二維碼。一些地区政府为了方便外籍人士申领，亦推出了英文版的健康码。
考虑到一些老年人和儿童没有智能手机不能申领健康码，一些地方推出了代办申领健康码的服务。被代办人士根据当地情况，可凭市民卡（社会保障卡的变体）、打印后的纸质件等在相关场景验码通行，或由同行人代为出示。而对于没有出台代领规定的地区，特殊人士如需进入特定场所，可以出示身份证、纸质健康证明等来代替健康码。此外，针对学生无法携带手机进校的情况，一些地区开发了“智慧教育卡”等卡片，学生进校时在机器上读卡，即可判断健康码状态。

### 原理
中国大陆各地的健康码由各地政府主导，其数据来源于各地大数据中心以及用户自行申报的信息，用政府制定的算法、规则来运行。

#### 数据收集
个人健康码的数据主要來自大數據，再加上跨省市漫遊定位功能，可以清楚確認14天內的個人行跡。而个人数据包括交通数据、运营商数据、金融机构支付数据等。
2021年3月23日，国家卫生健康委规划司司长毛群安表示，国家卫健委将积极推动通过技术手段，将核酸检测、疫苗接种和是否去过中高风险地区等信息自动整合到健康码，无需本人二次填报。

#### 赋码
健康码分为“绿码、黄码、红码”三色动态管理。但是，由于各地疫情状况与防控要求的不同，三种颜色代表的含义也有所不同。从全国范围来看，绿色普遍代表该人士无异常，处于健康状态，可正常通行。而黄色、红色则代表该人士为需要隔离或医学观察的密切接触者、来自疫情重点国家或地区且进入对应健康码所在地未满14天的人士、确诊病例未痊愈患者、疑似病例未排除患者、發燒患者、無症狀感染者，均为不可正常通行。而部分城市则要求被赋予红码、黄码的人士連續完成健康打卡方可轉為綠碼。
之后多地出台新政策，对封控（闭）区居住人员、确诊病例有时空交集的人员也被赋予黄码，而后者须做好个人健康监测，并在规定时间内完成数次核酸检测，结果均为阴性后黄码自动转为绿码。对于出现本土疫情的地方，如当地有组织开展区域核酸检测，按照“应检必检、不落一人”的原则，已纳入区域核酸检测的人员但未参加的，其健康码也会被赋予黄码（根据地区不同，分为连续多轮不参加赋黄码或该轮不参加赋黄码两种情形）。

##### 各地差异
2021年5月3日，山东省卫健委发布消息称，对已经接种2019冠状病毒病疫苗的山东省健康码持有人添加金色边框，左上角注明针剂和盾牌，代表持有人已受到疫苗保护。
2021年5月5日，广州市级健康码“穗康码”进行系统升级，接种完第一剂疫苗的人士，穗康码中间显示一朵黄色木棉花；接种完第二剂，木棉花由黄色转为红色。穗康码下方还将显示接种针次和时间。
2021年6月6日，福建省级健康码“八闽健康码”进行系统升级，现升级名为“福建码”。接种第一剂的人士，绿色健康码被金边包围，中间呈现图标为彩色；接种完第二剂，不仅镶上金边，中间呈现的图标也升级为全金色。图标样式为两片榕树叶环抱一朵水仙花。福建码下方还将会显示接种次数和接种时间。。
2022年4月15日，武汉市新冠肺炎疫情防控指挥部决定，试点对核酸应检未检人员健康码赋予“灰码”管理。外省来（返）汉人员未及时落实三天两检落地核酸检测的人员及在汉人员未落实48小时内核酸检测者均会赋予“灰码”。灰码人员严格限制进入人群密集的公共场所（除医疗卫生机构外），严禁乘坐公共交通工具和网约车；完成采样后，灰码可自动转为绿码。
2022年8月24日，重庆市自0时起中心城区市民健康码全部转为“橙码”，在完成一次核酸采样后自动消窗。弹窗第一天不影响活动，未做核酸检测从第二天开始不得聚餐，不得参加会议和商务活动，不得前往人员密集和空间密闭公共场所。

### 使用
在进入居住小区、办公地、公共场所、交通工具时，民众需在进入前向工作人员出示健康码，确认健康码为绿色时方可进入。因此健康码在新冠肺炎疫情期间，一直作为进入上述场所时的出入凭证。在部分地区，健康码可用于医疗机构挂号、就诊及医保结算。预计在疫情结束后，健康码将继续作为市民（企业）工作、生活、经营等行为的提供数据服务的随身服务码，并将陆续推出更多数据、应用服务。
2020年4月30日，浙江省在基于健康码的实施经验后推出个人“信用码”政策并于5月1日起在衢州和杭州率先实施，通过对个人信用状况进行评估后对应“蓝、绿、黄”三个信用等级。不同信用等级对应不同的信用特惠、普惠政策。
中国大陆官媒评论称，“健康码”的推出，旨在为推进疫情防控和复工复产工作更加高效、精准、科学、有序。
根据2020年12月10日發布的《關於深入推進「互聯網+醫療健康」「五個一」服務行動的通知》，未来健康碼将与金融支付碼、市民卡等「多碼融合」應用。
由于民众出行需要同时展示健康码和行程码，为了方便通行检验，省去多重亮码的麻烦，2021年9月国家政务服务平台将两者整合，在一个页面可以同时显示健康码和行程。部分地区如浙江湖州也开发了自己的系统，集成健康码和行程卡。
2022年6月24日，国务院方面表示绝不允许非疫情因素对健康码赋码变码。

## 各地版本[46]
| 省份             | 健康码名称           | 主管单位                                         | 备注                                                       |
| ---------------- | -------------------- | ------------------------------------------------ | ---------------------------------------------------------- |
| 北京市           | 北京健康宝           | 北京市经济和信息化局                             |                                                            |
| 天津市           | 津心办               | 天津市大数据管理中心                             |                                                            |
| 上海市           | 随申码               | 上海市大数据中心                                 | 设计之初即确定为政务服务二维码，除出示健康码亦提供多种服务 |
| 重庆市           | 渝康码               | 重庆市大数据应用发展管理局                       | 外地人员进入时需要扫描「入渝码」                           |
| 广东省           | 粤康码               | 广东省政务服务数据管理局                         | 广州为穗康码，深圳为深i您健康码，全省统一系统              |
| 四川省           | 天府健康通           | 四川省大数据中心                                 |                                                            |
| 河北省           | 河北健康码           | 河北省政务服务管理办公室                         |                                                            |
| 河南省           | 河南健康码           | 河南省大数据局                                   |                                                            |
| 山东省           | 山东电子健康通行码   | 山东省卫生健康委员会                             | 青岛为青岛一码通                                           |
| 山西省           | 山西健康码           | 山西省卫生健康委员会                             |                                                            |
| 湖南省           | 湖南省居民电子健康卡 | 湖南省卫健委                                     |                                                            |
| 江西省           | 赣通码               | 江西省信息中心                                   |                                                            |
| 江苏省           | 苏康码               | 江苏省疾病预防控制中心、江苏省政务服务管理办公室 |                                                            |
| 辽宁省           | 辽事通健康码         | 辽宁省营商局                                     |                                                            |
| 安徽省           | 安康码               | 安徽省数据资源管理局                             |                                                            |
| 福建省           | 福建八闽健康码       | 福建省数字办                                     |                                                            |
| 吉林省           | 吉祥码               | 吉林省数字吉林领导小组办公室                     |                                                            |
| 黑龙江省         | 龙江健康码           | 黑龙江省营商环境建设监督局                       |                                                            |
| 广西壮族自治区   | 广西健康码           | 广西壮族自治区大数据发展局                       |                                                            |
| 贵州省           | 贵州健康码           | 贵州省大数据中心                                 |                                                            |
| 海南省           | 海南健康码           | 海南省大数据管理局                               |                                                            |
| 陕西省           | 陕西一码通           | 陕西省政务大数据服务中心                         |                                                            |
| 甘肃省           | 甘肃健康码           | 甘肃省卫生健康委员会                             |                                                            |
| 青海省           | 信康码               | 青海省公共信用信息中心                           |                                                            |
| 西藏自治区       | 藏易通健康码         | 西藏自治区卫生健康委员会                         |                                                            |
| 宁夏回族自治区   | 电子健康卡           | 宁夏回族自治区卫生健康委员会                     |                                                            |
| 新疆维吾尔自治区 | 新疆健康码           | 新疆维吾尔自治区卫生健康委员会                   |                                                            |
| 全国通用版       | 防疫健康信息码       | 国务院                                           |                                                            |

## 境外运用与互认

### 国际版
中国民航总局要求自2020年4月8日起，海外国家乘机回国的中国公民在出发日前14日起逐日填写防疫健康码国际版（A-1），并要求乘机前向航司地服出示。航空公司需根据健康码状态及其他因素决定是否允许旅客登机。发生误填时，需联系中国外交部全球领事保护与服务应急热线以便后台进行处理。
2020年7月中国政府颁布《关于来华航班乘客凭新冠病毒核酸检测阴性证明登机的公告》，要求所有赴华乘客在乘坐航班前进行核酸检测。防疫健康码国际版于7月27日新增“核酸码”入口（B-1），申报人上传核酸检测阴性证明后经所在国使领馆复核后获得带“HS”标识的绿色健康码。在部分未执行《公告》的国家，乘客可选择使用A-1和B-1中任意一种进行申报。10月底，国际版健康码审批政策调整为需有2天内核酸检测和血清抗体（IgM）检测双阴性证明，且仅接受在回国前的最后经停地所作的检测报告，方可获得“绿码”登机。
2021年1月，部分中国驻外使领馆发布通知，重申旅行应符合“非必要、非紧急、不旅行”的要求，并宣布使领馆在决定是否核发绿码时将考虑旅行者出行的必要性，“一般性走亲访友”旅客即使检测报告合格仍有可能无法获得绿码登机。
为配合中国政府对新型冠状病毒实施“乙类乙管”政策，入华旅客自2023年1月8日起在出发前无需再向中国驻外使领馆申请健康码。2023年4月“防疫健康码国际版”被整合入“国际旅行健康证明”小程序。国际旅行健康证明小程序于2023年6月30日下线。

### 港澳地區

#### 澳門
2020年5月3日上午9時起，澳門衛生局啟用澳門健康碼，該健康碼是個人健康聲明升級版，合併取代現時的入境口岸健康申報系統，暫時只適用於入境本澳和進入本地場所。
2020年5月10日10時起，澳門健康碼與粵康碼（广东省级健康码）互認系統啟用。
2020年11月23日起，澳門健康碼與香港衛生署的香港健康申報表互認系統啟用。

#### 香港
随着2020年5月后粵港澳地区疫情形势向好，香港大学感染及傳染病中心總監何栢良认为，粤港澳已有條件放寬跨境限制。他还同时认为，香港政府可引入澳門及中国內地部份地區的「健康碼」，以代替现有的檢疫措施。
不過，有關做法引起香港醫療界，飲食界及人權組織批評，政府其後宣布押後。香港行政長官林鄭月娥在8月21日举行的记者会上表示，若香港疫情穩定後，可落實“健康碼”实施，但仅供出入境时使用，且只記錄出入境者個人資料，以及有效的核酸檢測結果，無任何追踪功能。有建制派政黨建議，檢測陰性才可以用「本地健康碼」進入餐廳處所，林鄭月娥駁斥指不切實際。
2020年9月6日，政務司司長張建宗表示，待香港疫情穩定後落實使用「健康碼」，用作豁免強制檢疫，方便市民往來粵港澳三地，以放寬出入境限制。
2020年11月24日香港推出安心出行手机应用程式，逐渐扩大使用地点，后强制使用。但安心出行目前只根据接种新冠疫苗的次数，显示绿码或红码，没有黄码。
2022年7月11日，香港政府准备更新安心出行，新增黄码。除了读取接种新冠疫苗的资料，也会通过核酸檢測是否阳性等情况决定健康码的颜色。

### 跨境互认
2020年11月21日，中华人民共和国领导人习近平在2020年二十國集團利雅得峰會视频会议上发言，提出以國際互認的「健康碼」機制實現人員往來和貨物流通。24日，中国外交部发言人赵立坚表示，健康码国际互认机制正处于起步阶段，后续工作将围绕着国家间机制互认、信息保护、数据应用等进行。中方将就此同有关方面进行沟通。

## 问题和争议

### 監控與侵犯私隱
由官方文件顯示，該應用程式可以提取政府收集的各種各樣個人數據，具深度和廣度的大規模監控。而所用系統與官方追蹤「重點人員」（指當局認為有問題的幾種廣泛人群，包括突厥裔穆斯林和吸毒者）的系統為同一套，而差別在於以改造針對與病毒感染者有密切聯繫人的追踪。
2020年3月，上海玛娜数据科技发展基金会数据伦理研究员胡晓萌、文贤庆、孙保学指出，除了上海、广东、贵州的健康码和国家政务服务平台小程序上的全国健康码以外，其余省市的健康码在注册时均不需要用户同意服务协议和隐私政策（部分仅要求同意和支付宝之间的授权协议），用户知情同意权未能得到尊重。
在“健康码”推出后，《纽约时报》记者對“健康码”代碼的分析發現，該系統不僅可以實時判斷某人是否具有傳染風險，亦会與公安机关共享用戶資料，監視其位置以及健康狀況，會把用戶個資、位置和識別碼發給伺服器，在疫情结束後可能會長期存在，繼而幫助政府進行監控。人權觀察組織中國研究員王松蓮认为“健康码”是“中国開展大规模监控歷史上的里程碑事件之一”。也有民众认为个人的医疗隐私可能被不当滥用。由於此问题产生的爭議，导致區域歧視頻傳，系統故障欠缺配套補救措施，因此也招致不少民怨與糾紛。例如一名返回上海工作的湖北人被赋予紅碼，也有一些民眾的健康码在車站前突然变色。《解放日报》旗下上观新闻聲稱，“武汉人出省目的地码默认红码”的说法不实。而個人被賦予類別（顏色）後，幾乎缺乏覆核或申訴的途徑。2020年7月，中华人民共和国外交部发文表示“借疫情利用大数据技术开展大规模监测，侵犯公民隐私权”系谬论。
杭州市衛健委在5月22日推出計劃，有意將原有的健康碼集成更多個人健康資料，將構築整體的健康評分體系，與不同的市民、社區和企業進行對比和排名。計劃一經報道，在社交媒體引發軒然大波，大量網友質疑有關數據的收集侵害了個人隱私，也有可能導致歧視情況發生。有評論指這是商業和行政盲目的合謀，認為在電子政務的樣板城市提出升級健康碼，會是一個不好的示範做法。
2020年12月底，北京健康宝（北京版健康码）被曝发生个人信息泄露事件，其照片、身分證號碼及相關核酸檢測信息被放上網售賣，包括3元打包「時代少年團」7人的健康寶照片、2元打包70多名藝人健康寶照片，以及1元出售1000多名藝人身分證號碼等。有關買賣交易最先出現在明星「代拍」行業的群組，只需在“北京健康寶”小程序中註冊本人信息，通過「健康服務預約查詢」中的「他人核酸檢測結果代查」，輸入明星姓名與身分證號碼，毋須再次人臉識別，即可獲得相關明星的健康寶照片，甚至可得到該人的檢測結果、檢測機構及檢測時間。随后经媒体查证，部分明星的資料屬實。而負責研發北京健康寶的北京中關村科學城城市大腦公司一名公關稱，該公司正跟進事件，有相關信息會及時公布。

### 用于阻止特定人員出行
2021年11月，人權律師謝陽不顧當局的警告，計劃從長沙前往上海探望政治異議人士張展之母。在出行前，他已數週沒有離開時無確診病例的長沙，且健康碼爲綠色。在6日清晨到達長沙黃花機場將登機時，他卻發現健康碼變成紅色，將其標示為「高風險」，致使他險些被機場安保人員扣留隔離。他設法脫身回家，次日健康碼又變回綠色。謝陽因此指責當局濫用健康碼以阻止他出行，並批評這是「一種無成本的監控模式」。據報道，709案涉及的多位律師都曾在社交平台抱怨其健康碼異常，並暗示與政治因素有關。

2022年6月，据第一财经等多家媒体报道，河南多家无法正常取款的村镇银行的储户的健康码被异地赋红码，赴豫储户被强制隔离。6月14日，多位储户表示，他们的健康码已由红码转为绿码，儲戶猜測大概與红码事件受到广泛关注有关。不过也有储户称健康码变绿码后再次变为红码。

2022年6月15日，多名停工樓盤业主向澎湃新闻表示，他们曾去当地银监会等部门反映楼盘的相关违规问题，不久后被赋红码。
2022年7月7日，据第一财经日报报道，河南村镇银行多位储户称又被赋红码。
2022年8月3日，商丘市民权县发出“全域人员赋码管理通知”，决定对全域人员赋码管理，其中绿洲街道、南华街道、北关镇、王桥镇、老颜集乡、白云寺镇、野岗镇等7个高风险区人员赋红码管理，伯党乡、花园乡、胡集乡、人和镇、双塔镇、孙六镇、王庄寨镇、林七乡、褚庙乡、庄子镇、程庄镇、龙塘镇等12个中风险区人员赋黄码管理。此前自7月25日以来，民权县静态管理已超过9天，并提出“对7月20日以来进入民权县域停留4小时以上，目前已离开民权县域人员赋黄码管理”。8月4日，商丘市疫情防控指挥部发布回应称，在发现该情况后立即进行了纠正。
2022年10月8日，浙江省宁波市北仑区发布公告，将对所有河南在甬人员赋红码，被批评为「一刀切」。次日当地就此事件致歉。

### 系统疏漏和故障
健康码在发布初期便发生多次系统疏漏事件，包括不能修改个人资料、自动登录体温37度等。此外，用于辅助健康码使用、确认14天内行程的通信大数据行程卡也存在省界附近信号重叠以致未出省却显示到过邻省的问题。
据美国之音报道，台湾人工智能、机器深度学习专家、国立清华大学电机系副教授李祈均认为，健康码使用情境特殊，以及涉及疫情傳播或是染疫高風險族群等敏感的問題，在收集資料的過程中若有AI技術加入，並配合決策者訂定指標並整合資料訓練，再對使用者層層標記，不僅可以免除隱私疑慮，精準分析判斷民眾情況，對專家防疫也能夠有更好的回饋。
2020年5月6日上午（五一劳动节假期后的第一个工作日），杭州健康码发生大规模故障，随后杭州市健康码工作专班表示此为接口不稳定问题所致。除此之外，北京、江苏等地亦有类似故障，一样为接口问题所致的故障。另外，2021年12月，在疫情不断升温下，陕西西安要求持48小时内核酸阴性报告上班首日，用于查看报告、登记检测的健康码“一码通”因使用量激增，出现了无法打开的情况，当局建议民众非必要情况不要打开健康码。

### 异地通用问题
由於各地健康碼自成系統，造成了一些健康碼只在本地有效，一旦跨地區就不靈。而圍繞健康碼能否互通的問題是各地的風險程度、資料的共用、防疫措施等內容。
尽管有省份疫情防控健康码已实现跨省互认，而后在2月29日中国国家政务服务平台推出全国通用的“防疫健康信息码”，但仍有一些地方的健康码不能实现互认，或者出现一地多码的现象，群众和监管部门更是期望实现“一码通”。但是，国家卫生健康委员会人口家庭司司长杨文庄表示，目前在全国实现“一码通行”的环境和条件尚不成熟，主要是不同省份的风险等级、响应级别和防控要求不同。2020年3月18日，中共中央政治局常委会会议强调必要的健康证明要做到全国互认。国务院办公厅会同各地区和国家卫生健康委等有关方面，推动建立了“健康码”跨省份互认机制，依托全国一体化政务服务平台实现了各省（区、市）防疫健康信息共享、“健康码”互通互认，全国绝大部分地区“健康码”已可实现“一码通行”。
2020年12月10日，國家衛生健康委、國家醫療保障局、國家中醫藥管理局聯合發布《關於深入推進「互聯網+醫療健康」「五個一」服務行動的通知》，要求實現健康碼“統一政策、統一標準、全國互認、一碼通行”，切實方便人員出行和跨省流動。
2021年1月15日，国家发展改革委副主任连维良在全国春运电视电话会议上表示，春运期间要落实好防疫健康码“统一政策、统一标准、全国互认、一码通行”。并指，全国健康码互认目前相应技术条件已经具备，如果一些地区因疫情形势，升级了防控措施，确有特殊需要不认外地健康码的，必须先向国务院联防联控办公室、春运疫情防控专班报告，通过批准才可执行。
2022年3月，北京健康宝大规模弹窗事件。

### 长者无健康码上车被阻
2020年8月，黑龙江哈尔滨一年长者因没有智能手机，无法扫描健康码而被公交司机拒载，此事件引发争议。其后，哈尔滨市交通运输局回应称，无法扫码的乘客如需乘车，可持健康证明乘车。然而这一对策也产生了新的问题，有市民质疑证明的可靠性，另外社区居委会也无法鉴定乘客的健康情况。而哈尔滨市交通运输局又回应称，计划在9月初实现有实名城市通卡乘客刷卡乘车出行；既没有智能手机又没有实名城市通卡的乘客，有社区出具的健康证明即可乘车。

### 「健康碼演示」应用程序事件
2021年1月，有网友爆料Google Play应用商店上架了「健康碼演示」的应用程序，不僅可以根據用戶的需要隨意更改身份資料、顯示城市地區等，還能自行切換健康码顏色。在应用程序的介绍中，寫明以上功能是「僅作為演示目的」、「請勿用於被掃瞄的場合」。有网友批评此应用程序涉嫌违法，扰乱防疫秩序，认为开发者“缺大德”。而该应用程序的介绍中提到開發公司為「派派科技」，地址是在浙江省杭州市上城区，但经记者调查，相關大廈的工作人員表示从未聽說過「派派科技」，所提到地址是屬於普通住戶，並非公司。1月12日，該应用程序从Google Play上下架，截至下架前已有超過1000次的下載量。隨後杭州警方將41歲開發者采取刑事强制措施。

### 个人健康评价（渐变色健康码）
杭州政府积极探索健康码上的额外服务，如看病就医、景区预约。2020年5月，杭州政府计划将健康码永久使用，尝试引入个人健康评价制度。根据健康评分，健康碼的颜色从绿色渐变为红色，而不是一般的绿黄红三色。影響健康評分的因素包括運動、飲酒、吸煙和睡眠等。例如，飲酒200毫升導致健康評分下降1.5分，吸煙5支導致健康評分下降3分；如果步行達到15000步，評分則會大幅度上升5分。另外，健康評分還將與企業、樓宇、社區等諸多群體進行相連，從而得出总分。个人健康评价令杭州市的智慧城市建设“一码当先”，也确保市民对健康码“爱不释手”。但网友及专家質疑该种健康碼侵害個人隱私，也可能導致歧視。

### 健康码建议新增赋蓝码管理事件
2022年7月下旬，广东省人大代表刘世兴提出，对未履行疫情防控个人责任如核酸应检未检人员、疫苗未全程接种人员，建议其健康码赋予蓝码管理。对此，广东省卫生健康委经综合省政务服务数据管理局等单位意见后予以答复称，健康码作为便利化出行措施，各地要严格健康码功能定位，不得扩大应用范围，切实防止“码上加码”。广东省卫健委表示，暂不将疫苗未全程接种人员纳入蓝码管理，原因是国家暂无相关政策支持，且并非全部人群都符合接种条件，部分人群由于存在接种禁忌不能接种或暂时不能接种，赋蓝码可能会对公民正常活动造成不便，导致群众对政策的不理解、不支持、不配合；另外接种数据尚未实现全国联网，各省人员的疫苗接种情况信息未能对接，无法根据外省接种情况进行准确判断并赋码，需要基层补录省外接种数据，将更大地增加基层负担。同时随着接种政策调整和不同厂家疫苗接种程序变化，不同人群接种建议和要求也不尽相同，数据上难以动态精准掌握重点人群名单，且赋码判断规则复杂，需要频繁调整，若调整不及时或规则判断不准确，可能造成赋码错误。对于核酸应检未检人员赋蓝码的建议，广东省卫健委表示，广东省已根据流行病学调查显示曾与病例同时间段在重点场所逗留超过一定时间的人员，判定为重点场所涉疫风险人员，实施健康码黄码管理，赋黄码人员应当按要求进行核酸检测方可转为绿码，已初步实现代表提出的核酸应检未检人员纳入健康码管理的目标。

## 衍生
疫情防控期间，全国范围内出现了大量不同种类的二维码。首先大规模推行健康码的省份浙江省，又面向企业推出“浙江企业码”，该码提供扫码、名片、政策、直办、诉求、融资、合作、信用等应用，企业可以获得数字化名片，快速办理高频事项，提交诉求并得到回复。此外，全国范围内还有行业码、公司码、社区码，机场的登机口码等，一次出行需要多次扫码、多次填写个人的相同资料，且这些二维码大多互不通用、互不相认。为此，在全国两会期间，全国政协委员、月星集团董事局主席丁佐宏于2020年5月23日建议，清理各种“散装码”，使国家版健康码成为唯一的“健康码”。另外，全国政协委员、民进山西省委会副主委、太原市副市长焦斌龙提出类似提案，建议将“健康码”纳入全国统一管理。而国家林业和草原局则透过微信推出“防火码”小程序，登记游客游园信息。